# Lois de l'apartheid
 (novembre 2016).

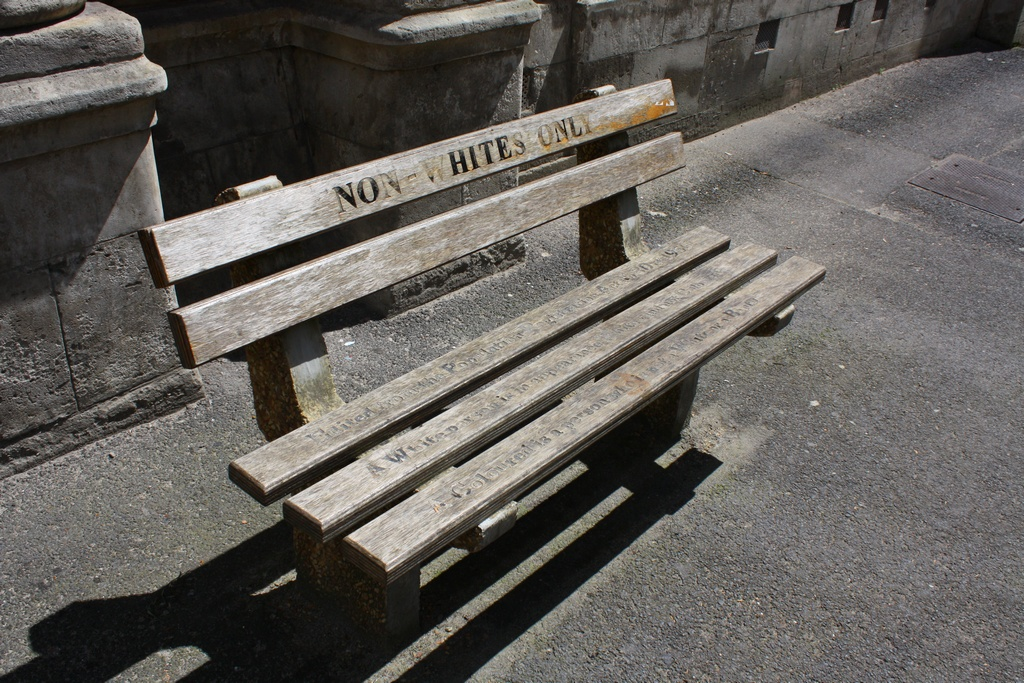
Banc réservé aux non-blancs au Cap.

Les lois de l'apartheid est une expression désignant l'ensemble de la législation raciale régissant les populations d'Afrique du Sud entre 1948 et 1991. Complétant le South Africa Act et les anciens lois et règlements adoptés dans le cadre informel de la colour bar, ces nouvelles lois ont été adoptées à partir de 1948, à la suite de la victoire du parti national. Systématisant l'application des lois raciales antérieures et institutionnalisant la ségrégation raciale, les lois piliers de l'apartheid furent principalement abolies en juin 1991. Certaines lois annexes furent réformées à la fin des années 1990 et au début des années 2000.

## Les principales lois de l'apartheid

### Les lois piliers de l'apartheid
- Loi d'habitation séparée du 27 avril 1950 (Group Areas Act) répartissant racialement les zones urbaines d'habitation. Cette loi fut abolie le 5 juin 1991.
- Loi de classification de la population du 22 juin 1950 (Population Registration Act, Act No 30 of 1950), distingue les individus selon leur catégorie raciale attribuée (Blancs, Noirs, Coloured et Indiens). Cette loi fut abolie le 17 juin 1991.
- Loi sur les équipements publics distincts du 5 octobre 1953 (Reservation of Separate Amenities Act) ségréguant tous les aménagements publics. Cette loi fut abolie le 15 octobre 1990.

### Les autres lois emblématiques
- Loi sur l'interdiction des mariages mixtes du 1er juillet 1949 (Prohibition of Mixed Marriages Act, Act No 55 of 1949) interdisant les mariages entre personnes de couleurs différentes[1].
- La loi d'immoralité de 1950 (Immorality Amendment Act, Act n°21 of 1950), qui lui est liée, pénalise les relations sexuelles entre Blancs et non Blancs[2]. Elle renforce le champ d'application d'une loi homonyme adopté en 1927 concernant les relations extra-conjugales. Renforcée par une nouvelle loi homonyme en 1957, ses dispositions relatives aux relations sexuelles entre Blancs et non-Blancs sont supprimées en 1985.
- Loi de suppression du communisme de 1950 (Suppression of Communism Act, Act No 44 of 1950), permettant d'interdire tout parti politique catalogué comme communiste par le gouvernement. Aboli partiellement en 1982 et totalement en 1991 (Internal Security Act).
- La Native Building Workers Act, Act No 27 of 1951 sur la formation de la main-d'œuvre qualifiée dans le secteur de la construction. Cette loi limitait le recours à la main d’œuvre noire qualifiée aux zones et quartiers où elle était autorisée à travailler[3].
- Loi sur les autorités bantoues du 27 juin 1951 (Bantu Authorities Act, Act No 68 of 1951) abolissant le Conseil représentatif des indigènes et établissant des autorités tribales autonomes, régionales et territoriales (création des bantoustans). Loi définitivement supprimée en décembre 2010 (Black Authorities Act Repeal Act, 2010).
- Loi sur les laissez-passer de 1952 (Natives (Abolition of Passes and Co-ordination of Documents) Act, Act No 67 of 1952) faisant obligation aux Noirs ayant plus de 16 ans d'avoir sur eux un laissez-passer qui stipulait s'ils avaient une autorisation de présence dans certains quartiers blancs au-delà des horaires de travail.
- Loi sur l'éducation bantoue du 5 octobre 1953 (Bantu Education Act) impose la ségrégation raciale dans tous les établissements d'enseignement y compris dans les universités. La loi fut complétée par celle sur l'enseignement universitaire (1959) créant de nouvelles universités et collèges pour les différents groupes non blancs[4]. En 1976, le décret voulant imposer l'afrikaans comme langue d’enseignement dès la dernière année d'école primaire a été la cause des émeutes de Soweto. La loi sur l'éducation bantoue a été abrogée en 1979 par la Education and Training act sous la présidence de Pieter Willem Botha. Celle-ci, qui laissait perdurer un système ségrégué d'éducation, fut à son tour abolie en 1996 et remplacée par la South African Schools Act.
- Loi sur le travail indigène et le règlement des différends du 5 octobre 1953 (Native Labour (Settlement of Disputes) Act) interdit le droit de grève pour les populations noires et formalise la représentation des populations noires auprès des employeurs via des comités de travailleurs. Cette loi fut progressivement réformée, notamment avec l'introduction d'un relatif droit de grève en 1973 puis abrogée en 1981 lors de la promulgation d'une nouvelle loi sur les relations de travail.
- Loi de relocalisation des indigènes de 1954 (Native resettlement Act) visant à déplacer les populations noires vivant en zones déclarées blanches. Cette loi fut remplacée en 1984 par la Black Communities Development Act.
- Loi industrielle de conciliation du 7 mai 1956 (Industrial Conciliation Act) imposant la non-mixité raciale des mouvements syndicaux, interdit la constitution de syndicats politiquement affiliés et interdit les grèves pour tous les salariés (noirs ou blancs) travaillant dans certaines industries qualifiées de sensibles ou d'importance nationale. Elle désigne également un certain nombre d'emplois qualifiés pour les travailleurs blancs[5].
- Loi sur la représentation séparée des électeurs (Separate Representation of Voters Act, Act No 46 of 1951), adoptée le 18 juin 1951 et entrée en vigueur en 1956. Cette loi révoqua la franchise électorale des électeurs coloureds (métis, malais) de la province du Cap. La loi a été abrogée en 1968 lors de l'adoption d'une nouvelle loi introduisant le Conseil représentatif des personnes de couleur, composée de quarante membres élus et d'une vingtaine de membres nommés. Cette loi a été à son tour abrogée en 1983 lors de l'adoption de la nouvelle loi constitutionnelle de la République du Sud instituant un parlement tricaméral.
- Loi sur la promotion de gouvernements noirs autonomes du 17 juin 1959 (Promotion of Bantu Self-Government Act), spécificité de l'apartheid, renforçant l'autonomie des bantoustans ethniques sous administration d'autorités tribales. Abolie le 27 avril 1994.
- Loi sur l'interdiction des ingérences politiques du 29 mai 1968 (Prohibition of Political Interference Act) visant à empêcher les personnes de groupes raciaux différents de collaborer les uns avec les autres dans un but politique. Destinée concrètement à empêcher la constitution de partis politiques non raciaux (ou inter-raciaux), cette loi fut abrogée partiellement en 1985 (Constitutional Affairs Amendment Act) puis totalement en 1993 (Abolition of Restrictions on Free Political Activity Act).
- Loi de citoyenneté des homelands du 3 mars 1970 (Black Homeland Citizenship Act) « retirant » la citoyenneté sud-africaine aux Noirs issus de communautés ethniques relevant de bantoustans déjà créés. Abolie le 27 avril 1994.
- Loi sur la formation professionnelle des populations noires de 1976.
- Loi constitutionnelle de 1983 : création d'un parlement tricaméral ouvert aux Indiens et Métis
- Les lois sur les laissez-passer ont été abrogées par la loi sur l'identification de 1986, et les lois sur le contrôle des flux par la loi sur l'abolition du contrôle des flux de 1986.
- Les bantoustans ont été abolis par la Constitution de la République d’Afrique du Sud de 1993, et les États nominalement indépendants ont été réintégrés à l’Afrique du Sud.